# Bartolomeo Agricola
Bartolomeo Agricola (Amberg, 1560 – Napoli, 23 maggio 1621) è stato un religioso italiano dei Frati minori conventuali.
E venerato come venerabile dalla chiesa cattolica.

## Biografia
Nel 1580 a Roma, fu, per opera del cardinale Madruzzi di Trento, affidato alla guida spirituale del francescano Properzio Resta. Decise di ritornare nella cittadina natale per far abbracciare il cattolicesimo alla sua famiglia, ma, siccome la sua famiglia era calvinista, dovette fuggire per sfuggire ad un rogo a lui destinato preparato da un suo fratello. Durante la fuga, egli cadde, procurandosi una ferita che col passare del tempo diventò una piaga dolorosa.
Andò a Napoli, dove nel 1603 fu ordinato sacerdote, prendendosi cura dei carcerati e risolvendo i loro problemi. Nel 1618 o nel 1619 si ritirò definitivamente in San Lorenzo Maggiore, diventando confessore all'Ospedale degli Incurabili di Napoli.
Bartolomeo morì all'età di 61 anni, il 23 maggio 1621, nel Complesso degli Incurabili.

## Culto
I suoi confratelli trafugarono il corpo e lo tumularono nella Basilica di San Lorenzo Maggiore, precisimante nella cappella dell'Ecce Homo (ora dell'Annunziata), dove tuttora riposa.
La sua memoria litturgica cade il 23 maggio.